# Morgan (Utah)
Morgan város az USA Utah államában. Morgan megyében, melynek megyeszékhelye is. Lakosainak száma 4071 fő (2020. április 1.).

## Népesség
A település népességének változása:

| 2010 | 3 687 |
| 2020 | 4 071 |